# First Love (テレビドラマ)
『First Love』（ファーストラブ）はTBSテレビ系「TBS水曜10時枠の連続ドラマ」枠で2002年4月17日 - 6月26日に放送されたテレビドラマ。平均視聴率10.2%。

## キャスト
- 藤堂直：渡部篤郎
- 江沢夏澄：深田恭子
- 木葉清一：池内博之
- 五味妙子：久我陽子
- 浜田万里子：一戸奈未
- 青木千春：内藤陽子
- 小峰幸彦：内田朝陽
- 二岡孝作：天野浩成
- 真鍋周子 : 上原美佐
- 松原亜矢 : 眞野裕子
- 横倉仁 : 芹沢名人
- 有賀裕子 : 西山繭子
- 堀井仙太郎 : 近藤芳正
- 前園もみじ : 三田篤子
- 妹尾弘文 : 佐藤二朗
- 江沢あかり：大森暁美
- 江沢守：小野武彦
- 江沢朋子：和久井映見

## スタッフ
- 脚本：大石静
- プロデュース：植田博樹
- 演出：生野慈朗、今井夏木、松原浩
- 主題歌：「SAKURAドロップス」宇多田ヒカル

## 受賞歴
- 第33回ザテレビジョンドラマアカデミー賞
  - 主題歌賞（宇多田ヒカル）

## サブタイトル
| 第1話                                                      | 2002年4月17日 | くちびるの記憶   | 生野慈朗 | 11.0% |
| 第2話                                                      | 2002年4月24日 | 裏切りの恋       | 生野慈朗 | 10.4% |
| 第3話                                                      | 2002年5月1日  | 破られた秘密!!   | 今井夏木 | 10.6% |
| 第4話                                                      | 2002年5月8日  | 愛という名の別れ | 今井夏木 | 10.2% |
| 第5話                                                      | 2002年5月15日 | 逃げられない影   | 松原浩   | 11.1% |
| 第6話                                                      | 2002年5月22日 | 命がけの告白     | 生野慈朗 | 10.1% |
| 第7話                                                      | 2002年5月29日 | 赤い傘の罠       | 今井夏木 | 10.1% |
| 第8話                                                      | 2002年6月5日  | 運命を変えた一夜 | 松原浩   | 8.3%  |
| 第9話                                                      | 2002年6月12日 | 毒入りのワイン   | 松原浩   | 10.1% |
| 第10話                                                     | 2002年6月19日 | 空に舞う心       | 生野慈朗 | 9.9%  |
| 最終話                                                     | 2002年6月26日 | 約束の場所へ     | 生野慈朗 | 10.4% |
| 平均視聴率 10.2%（視聴率は関東地区・ビデオリサーチ社調べ） |               |                  |          |       |